# دوورا (مورتال کامبت)
دِوورا (به انگلیسی: D'Vorah) یکی از شخصیت‌های ساختگی مجموعه بازی‌های ویدئویی مورتال کامبت است که برای اولین بار در مورتال کامبت اکس (۲۰۱۵) معرفی شد. وی در خط داستانی، به ایزد خورشید یعنی کوتال کان خدمت می‌کند. دوورا یک موجود ترکیبی، ادغامی از حشره و انسان است. او یکی از اعضای نژادی حشره مانند به نام «Kytinn» است که به عنوان وزیر کوتال کان معرفی شده‌است. از خدمات او به کوتال کان می‌توان به جنگ داخلی وی با میلینا اشاره کرد.       

## وضعیت ظاهری
ظاهر دوورا، مانند مخلوطی از طراحی چند حشره است. چشمانش، از نوع مرکب، مانند چشمان مگس است. ساق‌بند فلزی به پا می‌کند، که با جواهرات و سنگ‌های قیمتی آراسته شده‌اند و پاهای او مثل حشرات، بند بند است. لب او سبز رنگ است و روی سرش، خالکوبی یک حشره به چشم می‌خورد. دووراه مویی ندارد، و دو گوشهٔ لبش، یک پارگی بلند دارد. حشراتی پرنده به دور او در حال گردشند. دووراه دارای دو بال است، که قابلیت پرواز کردن را به وی می‌دهد. همچنین وی دارای چند شاخک در پشت خود است که برای حملات از آن استفاده می‌کند. دندان‌های تیز او، ثابت می‌کند که دوورا گوشت‌خوار است. دووراه از مچ بند فلزی استفاده می‌کند، که هم برای دفاع و هم برای هم حمله‌های سریع کاربرد دارد. دوورا، سینه بندی به دور گردن خود آویخته است، که چند جای آن از سنگ‌های کمیاب و قیمتی تشکیل شده‌است.